# Haalamot

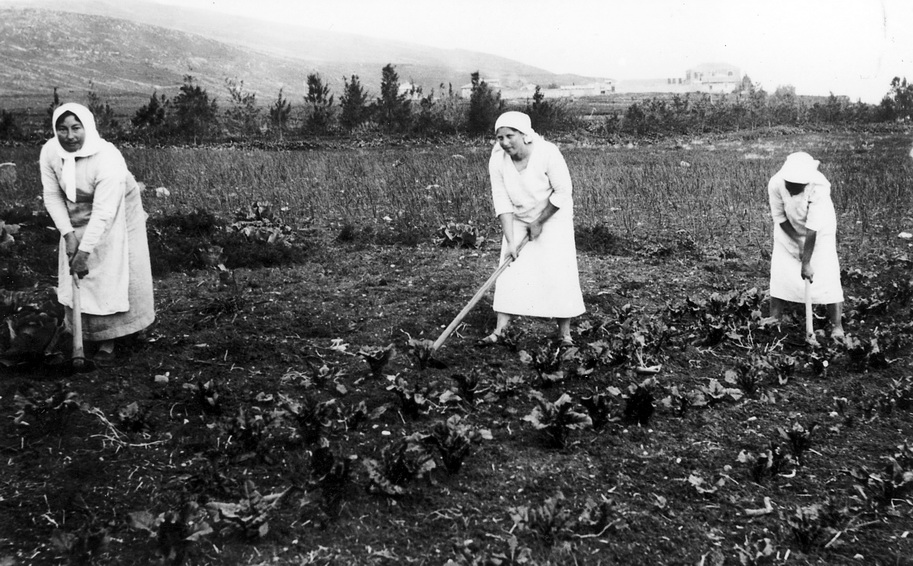

Haalamot (חוות העלמות) fut une école agricole, fondée par Hana Meizel en 1911, près de Kinéret.
Le but pédagogique de l'école consiste en l'apprentissage de la culture légumière, l'élevage des bêtes, la gestion d'un foyer, le nettoyage et la couture. L'école est créée grâce à l'appui de Arthur Ruppin, qui contribua considérablement à la valorisation du travail féminin au sein des idées sionistes. Chaque cycle d'étude s'étend sur une durée de deux ans. La ferme Haalamot ferme ses portes en 1917. 70 élèves y étudieront.